# Ophryotrocha obtusa
Ophryotrocha obtusa är en ringmaskart som beskrevs av Hilbig och Blake 1991. Ophryotrocha obtusa ingår i släktet Ophryotrocha och familjen Dorvilleidae. Inga underarter finns listade i Catalogue of Life.